# Страшний суд (фільм, 1961)
«Страшний суд» (італ. Il giudizio universale, фр. Le jugement dernier) — спільна франко-італійська частково кольорова комедія режисера Вітторіо Де Сіки за твором Чезаре Дзаваттіні. Фільм знятий італійською мовою. Прем'єра картини відбулася 26 жовтня 1961 р. в Італії. Фільм не був прийнятий критиками і глядачами.

## Сюжет
Великий дует Вітторіо Де Сіка та Чезаре Дзаваттіні представляє незбагненне, сюрреалістичне бачення людських страхів у чарівній суміші жаху й радості. Колір і його відсутність, надія і безвихідь представлені зоряним складом акторів у пов'язаної ланцюжку епізодів.
З небес звучить закличний голос, що говорить жителям  Неаполя: скоро настане день  Страшного суду і кожному воздасться по його заслугах. Всі реагують на це по-різному. Хтось намагається очистити розум, інші шукають сенс життя, треті проклинають себе за скоєні гріхи, деякі клянуться виправитися, дотримуючись  біблійні заповіді.
Але страшна дата проходить і нічого не відбувається. І життя кожного повертається на круги своя.

## В ролях
- Альберто Сорді — продавець дітей
- Вітторіо Гассман — Чіміно
- Анук Еме — Ірен, дружина Джорджио
- Фернандель — вдівець
- Ніно Манфреді — офіціант
- Сільвана Мангано — сеньйора Маттеоне
- Паоло Стоппа — Джорджіо
- Ренато Рашель — Коппола
- Меліна Меркурі — іноземка
- Джек Паланс — сеньйор Маттеоне
- Ліно Вентура — батько Джованні
- Вітторіо Де Сіка — адвокат
- Джиммі Дюранте — чоловік з великим носом
- Ернест Боргнайн — кишеньковий злодій
- Акім Таміров — режисер